# Ectobius lodosi
Ectobius lodosi är en kackerlacksart som beskrevs av Harz 1983. Ectobius lodosi ingår i släktet Ectobius och familjen småkackerlackor.
Artens utbredningsområde är Turkiet. Inga underarter finns listade i Catalogue of Life.